# Dannevirke
Dannevirke (māori Tāmaki-nui-a-Rua, 6 000 abitanti nel 2005) è un villaggio rurale della Nuova Zelanda, capoluogo del distretto di Tararua nella regione di Manawatu-Wanganui, Isola del Nord.
La località fu fondata da immigrati scandinavi nel XIX secolo (in danese Dannevirke significa «lavoro, opera dei Danesi»), delle successive ondate dei quali divenne il punto di riferimento.

## Storia
Prima dell'arrivo di colonizzatori europei nella zona, la regione era abitata da indigeni di etnìa māori.
I primi europei giunsero, via Napier, nel 1870 e provenivano dai Paesi scandinavi, in predominanza danesi; Danevirke o Dannevirke è, infatti, il nome di una fortificazione vichinga nello Jutland tra la Danimarca e la Germania.
Dannevirke fu fondata il 15 ottobre 1872 e il nome fu evocativo in quanto tale fortificazione era da poco caduta in mani tedesche, al termine della recente guerra dello Schleswig.
Essa, infatti, ospitò numerosi danesi fuggiti dopo l'assegnazione di buona parte della Danimarca alla Prussia con il trattato di Vienna.
Il villaggio fornì il legname per le traversine della linea ferroviaria Napier-Wellington; in breve tempo sorsero 50 mulini e la zona fu dedita al pascolo degli animali.
In anni più recenti il governo neozelandese ha concluso accordi di mutuo scambio con i governi danese, norvegese e svedese per le mutualità delle pensioni dei cittadini discendenti dai coloni scandinavi, oltre ad accordi agevolati di traffico da e verso la Nuova Zelanda e i tre citati Paesi con le rispettive compagnie aeree.
Dannevirke ospita un museo storico, il Dannevirke Gallery of History, che ospita testimonianze della colonizzazione scandinava e fotografie dei lavori della ferrovia, di cui la località fu uno dei centri più attivi in termini di fornitura di maestranze e materiali.

## Infrastrutture e trasporti
Dannevirke è dotata di un aeroscalo (codice ICAO NZDV) provvisto di due piste in erba, la minore delle quali lunga circa 700 m e la maggiore circa 1 200.